# Dreieck Leer
Dreieck Leer is een knooppunt in Duitse deelstaat Nedersaksen.
Op dit knooppunt sluit de A28 vanuit Oldenburg aan op de A31 Emden-Dreieck Bottrop.

## Geografie
Het knooppunt ligt in het noorden van de stad Leer in het Landkreis Leer.
Nabijgelegen gemeenten zijn Moormerland en Brinkum. Nabijgelegen stadsdelen zijn Siebenbergen, Eisinghausen en Logaerfeld van Leer.
Het knooppunt ligt ongeveer 20 km ten zuidoosten van Emden, ongeveer 65 km ten noorden van Meppen en ongeveer 50 km ten noordwesten van Oldenburg.
Niet ver ten westen van het knooppunt verloopt de A31 door een tunnel onder het bevaarbare deel van de rivier de Eems

## Configuratie

### Rijstrook
Nabij het knooppunt hebben beide snelwegen 2x2 rijstroken
Alle verbindingswegen hebben één rijstrook.

### Knooppunt
Het is een omgekeerd trompetknooppunt

## Verkeersintensiteiten
Dagelijks passeren ongeveer 35.000 voertuigen het knooppunt.
| Van                 | Naar                | Gemiddeld aantal voertuigen per dag | Percentage vrachtverkeer |
| ------------------- | ------------------- | ----------------------------------- | ------------------------ |
| AD Leer             | AS Leer-Ost (A 28)  | 23.900                              | 12,6 %                   |
| AS Veenhusen (A 31) | AD Leer             | 20.500                              | 09,5 %                   |
| AD Leer             | AS Leer Nord (A 31) | 25.600                              | 10,6 %                   |

| Aansluitende wegen                    | Aansluitende wegen                   | Aansluitende wegen                     | Aansluitende wegen | Aansluitende wegen |
| ------------------------------------- | ------------------------------------ | -------------------------------------- | ------------------ | ------------------ |
|                                       |                                      | richting Veenhusen / Emden / Norddeich |                    |                    |
|                                       |                                      |                                        |                    |                    |
| richting Leer-Nord / Meppen Groningen | richting Leer-Ost / Oldenburg Bremen |                                        |                    |                    |
|                                       |                                      |                                        |                    |                    |
|                                       |                                      |                                        |                    |                    |